# Lingvist
Lingvist — адаптивна платформа для вивчення мов, доступна в міжнародній публічній безкоштовній бета-версії з 2014 року.
Станом на лютий 2020 року, Lingvist пропонує англійський, іспанський, французький, німецький, російський, португальський та естонський курси, доступні різними мовами.

## Визнання та нагороди
У березні 2013 року Lingvist отримав грант від Prototron розміром €9,900 Prototron Grant для фінансування початкового прототипу.
У березні 2014 року Lingvist був відібраний лондонської акселераторською програмою TechStars.
У жовтні 2015 року компанія була визнана «найяскравішим розпочином» у рамках Талінської підприємницької премії.
У лютому 2017 року Lingvist завершив свій проєкт Horizon 2020 і здобув додаткове фінансування від Rakuten. У червні того ж року компанія отримала премію EdTechXGlobal All Stars Rise.